# Spain (Band)
Spain ist eine amerikanische Alternative-Rock-Band aus Los Angeles, Kalifornien. Die Band um Josh Haden, dem Sohn des Jazzbassisten Charlie Haden, wurde 1993 gegründet und war ein Wegbereiter für die Slowcore-Bewegung. Die originale Bandbesetzung bestand aus Haden (E-Bass, Gesang), Ken Boudakian (Leadgitarre), Merlo Podlewski (Rhythmusgitarre) und Evan Hartzell (Schlagzeug).

## Geschichte

### Anfänge
Nachdem die Band eine sehr gut angekommene 7″-Single aufgenommen hatte und regelmäßig an dem legendären Silver-Lake-Veranstaltungsort Spaceland (heute: The Satellite) gespielt hatte, wurde sie 1994 von Restless Records unter Vertrag genommen. Anfang 1995 reiste die Band nach San Francisco, um dort einen Monat lang mit Norm Kerner (American Music Club) in den Brillant Studios ihr Debütalbum aufzunehmen. Im September 1995 wurde es unter dem Titel The Blue Moods of Spain veröffentlicht.
Aus diesem Album wurde der Song Spiritual 1996 von Johnny Cash auf seinem – mit einem Grammy ausgezeichneten – Album Unchained gecovert, ebenso wie von den Soulsavers auf ihrer Veröffentlichung It’s Not How Far You Fall, It’s the Way You Land (2007). Auch Charlie Haden und Pat Metheny coverten Spiritual auf ihrem Album Beyond The Missouri Sky.
Dieses erste Album verschaffte der Band eine solide Fanbasis. Im selben Jahr tourten sie in den USA, Europa und Australien, hatten einen Auftritt im französischen Fernsehen und waren die Vorgruppe für die Cocteau Twins während ihrer Atmospheric Music Legends’ final U.S. Tour. Auch wurde ihr Album in den Best-Of-Listen vieler Musikmagazine aufgeführt. Mitte/Ende der 1990er Jahre wurden mehrere Lieder von Blue Moods of Spain in verschiedenen Filmen und TV Shows gespielt (Phoenix, In God’s Hands, Winterschläfer, Garage Days, Popular).

### Entwicklung
Spains zweites Album She Haunts My Dreams wurde 1999 auf einer schwedischen Insel in Vaxholm aufgenommen. Daran waren unter anderem der schwedische Jazzpianist Esbjörn Svensson, der The-Soundtrack-of-Our-Lives-Gitarrist Björn Olsson sowie R.E.M.- und Beck-Schlagzeuger Joey Waronker beteiligt. Dieses Album beinhaltet den Song Every Time I Try, der von Wim Wenders in den Soundtrack seines Filmes The End of Violence aufgenommen wurde. Mit diesem Album tourte die Band ausgiebig große Veranstaltungsorte in ganz Europa. Das Lied Our Love Is Gonna Live Forever wurde in der HBO-Serie Six Feet Under gespielt.
Kurz bevor 2001 ihr drittes Album I Believe veröffentlicht wurde, verließen Sullivan und Podlewski die Band. Sullivan wollte sich mehr auf seine Solo – Arbeit konzentrieren und Podlewski akzeptierte die Einladung in der frischgebackenen Band von Jack Johnson spielen. Um nicht aus dem Nichts eine komplett neue Band aufbauen zu müssen, nahm Haden eine Pause von der Band und nahm ein Solo-Album für DreamWorks Records auf. Dieses wurde später auch auf seinem eigenen Label „Diamond Soul Recordings“ veröffentlicht.
Im Jahr 2003 erschien die Kompilation Spirituals: The Best of Spain.

### Neuanfang
Nach dieser längeren Pause reformierte Haden die Band 2007 mit neuer Besetzung. Von nun an spielten Randy Kirk (Klavier, Gitarre) und Matt Mayhall (Schlagzeug) mit wechselnden Leadgitarristen. Nach sechsjähriger Inaktivität bot Spain mit dieser neuen Formation das komplette Album „The Blue Moods of Spain“ auf dem „Tanned Tin Festival“ in Castellón, Spanien sowie auf mehreren Shows in den USA dar.
Im April 2009 stieß der Leadgitarrist Daniel Brummel hinzu, der zuvor bei „Ozma“, den „Sanglorians“ und „The Elected“ gespielt hatte. Dieses neue Line Up führte zur Veröffentlichung der Single „I’m Still Free“ im Jahre 2010.

### Heute

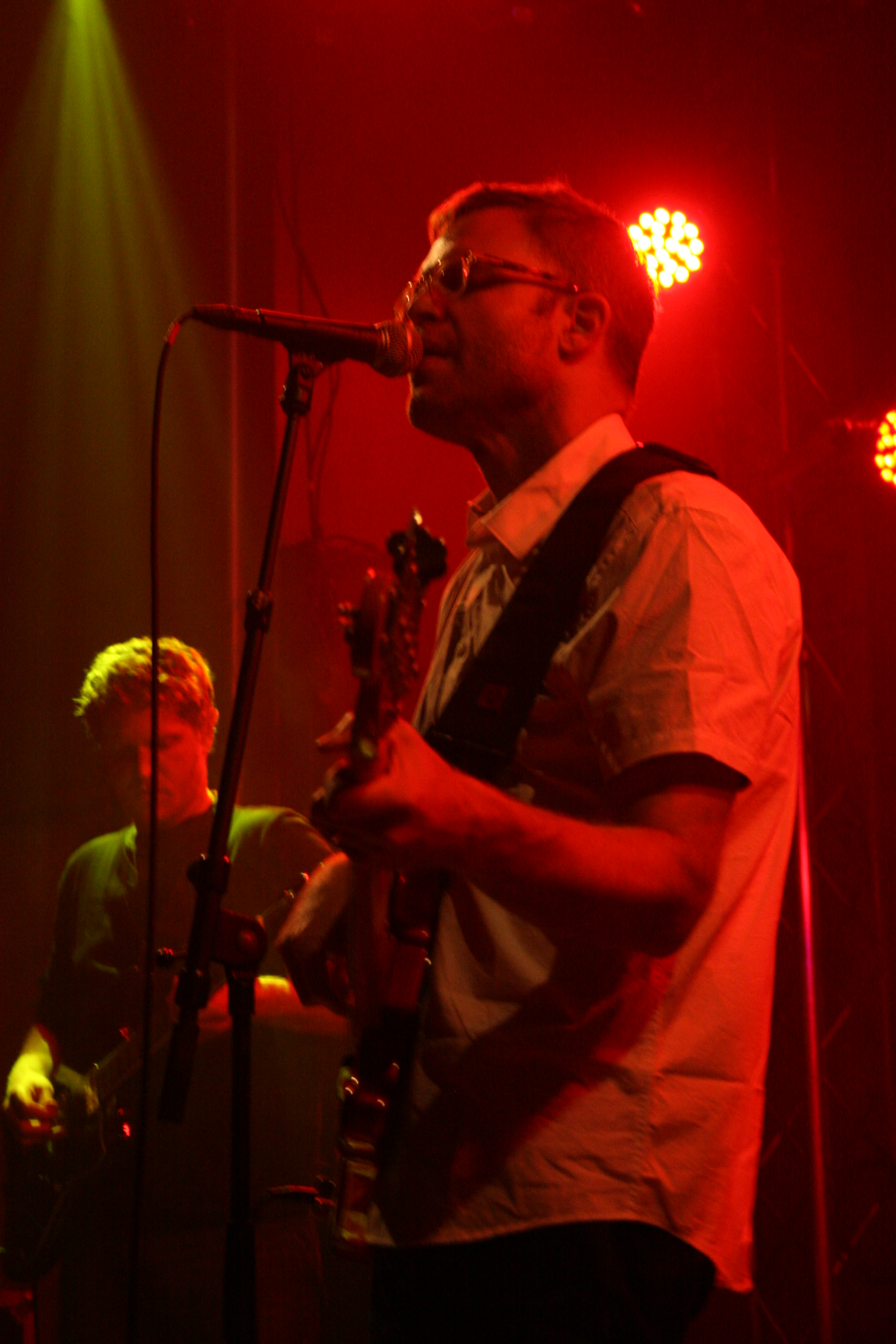
Josh Haden

2012 brachte die Band das neue Album The Soul of Spain heraus, welches in den USA von Diamond Soul Recordings und in Europa von Glitterhouse Records veröffentlicht wurde. Vor allem in Europa erfuhr das Album viele positive Reaktionen der Presse.

„The Soul Of Spain" ist ein kleines Kunstwerk der Langsamkeit, ein Quell der Ruhe, ohne esoterischen Beigeschmack. Und Josh Haden beweist wieder einmal seine Fähigkeiten als Songschreiber kontemplativer Epen wie "Only One", die ihre Schönheit entfalten wie ein langsam aufklarender Himmel. Klanglich wie textlich scheint sich hier alles immer an einer Erkenntnis aufzuhängen, zu stagnieren im Moment der Beobachtung.“

Mit diesem Album tourte Spain 2012 Belgien, Dänemark, Norwegen, Frankreich, Deutschland, die Niederlande, Italien und Portugal. In dieser Tour trat erstmals das neue Bandmitglied Dylan McKenzie (Derde Verde) mit der Akustikgitarre auf. In einem Interview gab Haden bekannt, dass die Band momentan an dem fünften Studioalbum arbeitet.
Spain tourte im Herbst 2012 in Deutschland, Frankreich, Italien und der Schweiz.
Am 28. Februar 2014 erschien das Album Sargent Place. Darauf folgte 2016 das Album Carolina und am 28. September 2018 das Album Mandala Brush.

## Diskografie
| Jahr | Titel                   | Label                                                        |
| ---- | ----------------------- | ------------------------------------------------------------ |
| 1995 | The Blue Moods of Spain | Restless Records                                             |
| 1999 | She Haunts My Dreams    | Restless Records                                             |
| 2001 | I Believe               | Restless Records                                             |
| 2012 | The Soul of Spain       | Diamond Soul Recordings (USA), Glitterhouse Records (Europa) |
| 2014 | Sargent Place           | Glitterhouse Records                                         |
| 2016 | Carolina                | Diamond Soul Recordings (USA), Glitterhouse Records (Europa) |
| 2018 | Mandala Brush           | Dangerbird Records (USA), Glitterhouse Records (Europa)      |

| Jahr | Titel                                | Label                                                        |
| ---- | ------------------------------------ | ------------------------------------------------------------ |
| 2013 | The Morning Becomes Eclectic Session | Glitterhouse Records                                         |
| 2017 | Live at the Love Song                | Diamond Soul Recordings (USA), Glitterhouse Records (Europa) |

| Jahr | Titel                                 | Label                   |
| ---- | ------------------------------------- | ----------------------- |
| 2003 | Spirituals: The Best of Spain         | Restless Records        |
| 2010 | Blue Moods Of Spain: A History, Pt. 1 | Diamond Soul Recordings |
| 2011 | Blue Moods Of Spain: A History, Pt. 2 | Diamond Soul Recordings |